# Lego Legends of Chima: Laval’s Journey
Lego Legends of Chima: Laval’s Journey (рус. ЛЕГО Легенды Чимы: Приключение Лавала) — видеоигра в жанре Action-adventure, разработанная TT Fusion и изданная Warner Bros. Interactive Entertainment на платформы Nintendo 3DS и PlayStation Vita 25 июня 2013, Nintendo DS — 31 августа 2013.

## Геймплей
Как и в большинстве Lego-игр, игроку предстоит управлять различными персонажами, обладающими разными наборами навыков, которые помогают продвигаться по уровню. Изначально доступен лишь один персонаж — лев Лавал, но по мере прохождения игры открываются и другие. В Lego Legends of Chima: Laval’s Journey присутствуют более 60 игровых персонажей и 15 игровых уровней для прохождения.

## Сюжет
На ежемесячном турнире за золотую ЧИ-сферу лицом к лицу сталкиваются принц львов Лавал и принц крокодилов Краггер. Крокодил, жульничая, выигрывает дуэль и получает золотую ЧИ для своего племени. Вскоре после турнира Лавал замечает яркий свет, который исходит со Спиральной горы. На её вершине он обнаруживает Краггера и механизм, работающий от ЧИ-сфер и созданный для нарушения баланса ЧИ в Чиме. Лавал пытается остановить механизм, но не успевает. Перед тем как сбежать, Краггер злорадствует, что, благодаря нарушению баланса, скоро получит Тройную ЧИ-броню.
Лавал рассказывает своему отцу Лагравису о стычке на горе, но в это же время узнаёт о том, что племена орлов и горилл подверглись атаке волков и воронов. Лавал отправляется на территорию обоих племён, чтобы отбить атаки и спасти захваченных друзей (орлицу Эрис и гориллу Горзана), но каждый раз врагу удаётся уйти вместе с частью Тройной ЧИ-брони.
Затем Краггер нападает на храм львов и похищает Лагрависа, чтобы тот привёл его к последней части брони. К Лавалу присоединяется волк Ворриц, который рассказывает, что Краггер предал племя волков и хочет забрать всю силу Тройной ЧИ-брони себе. Они посещают территорию носорогов, чтобы узнать больше о легендарной броне и вновь сразиться с Краггером, что в конечном итоге приводит героев к территории крокодилов. Здесь Краггер выходит из-под контроля своей сестры Крулер и сражается с Лавалом против неё, чтобы спасти Лагрависа. Узнав, что истинная сила Тройной ЧИ-брони может быть активирована только на вершине Спиральной горы, Ворриц похищает броню.
Лавал с друзьями поднимается на Спиральную гору, охраняемую племенем волков, вступает в финальную схватку с Воррицом, который потерял контроль над собой из-за полнолуния и побеждает. Эрис рассказывает, что Тройная ЧИ-броня используется для восстановления баланса ЧИ в Чиме. Король львов Лагравис надевает броню и восстанавливает равновесие.

## Отзывы и критика
| Сводный рейтинг | Сводный рейтинг | Сводный рейтинг | Сводный рейтинг | Сводный рейтинг |
| Издание         | Оценка          | Оценка          | Оценка          | Оценка          |
| Издание         | Общая           | 3DS             | DS              | PS Vita         |
| --------------- | --------------- | --------------- | --------------- | --------------- |
| GameRankings    |                 | 66,67 %         | 45 %            | 62,50 %         |
| Metacritic      |                 | 65              | 16              | 64              |

Критики отмечают, что хоть введение ЧИ-сфер и является новшеством для Lego-игр, но остальной геймплей однообразен. Энтони Вигна раскритиковал боевую систему, которая многого от игрока не требует и вскоре становится скучной, а Эрик Каин отметил нереалистичность боёв, при которой «не чувствуется, что удары на самом деле бьют». Зак Каплан в обзоре игры на Nintendo 3DS заявил, что «побочные задания настолько однообразны, что нужно приложить немало усилий, чтобы запомнить какой предмет и кому нужно отнести».
Питер Уиллингтон заявил, что самой большой проблемой игры является незнакомый и неинтересный сюжет, который не является переигрыванием какой-нибудь знаменитой франшизы, в отличие от других Lego-игр.
Леннард Верхедж отметил, что игра визуально хороша, но не использует все возможности PlayStation Vita, а Даниэль Козловски в обзоре игры на Nintendo 3DS утверждает, что «игра визуально разочаровывает, в персонажах чувствуется недостаток деталей, окружение кажется пустым… производительность на Nintendo 3DS также ухудшает впечатление от игры» В то же время Энтони Вигна заявляет, что порт игры для Nintendo DS крайне неудачен, так как все кат-сцены выглядят и звучат ужасно.
Несмотря на минусы, все критики отмечают, что игра является отличной приключенческой игрой-головоломкой, в которую интересно будет играть детям.